# 锡莫茨海姆
锡莫茨海姆是德国巴登-符腾堡州的一个市镇。总面积9.50平方公里，总人口2848人，其中男性1400人，女性1448人（2011年12月31日），人口密度300人/平方公里。